# Österreichische Kinderfreunde
Die Österreichischen Kinderfreunde – Bundesorganisation sind eine österreichische Interessensvertretung von Kindern und Familien. Der Verein wurde 1908 auf Privatinitiative in Graz, 1917 auf Reichsebene gegründet und 1921 in die Sozialdemokratische Partei eingegliedert und war bis 2021 eine sogenannte Vorfeldorganisation der Sozialdemokratischen Partei Österreichs. Im August 2021 haben die Kinderfreunde auf ihren Status als nahestehende Organisation der SPÖ und aller damit einhergehenden Rechte und Pflichten auf allen Ebenen verzichtet. Der Verein begreift sich dennoch als Teil der Arbeiterbewegung und bekennt sich zu seinen sozialdemokratischen Wurzeln und Werten.

## Geschichte
Eine Initiative des Familienvaters, Tischlers und späteren Journalisten Anton Afritsch, der zunächst mit seinen eigenen Kindern im Grazer Volksgarten, der in der Nähe seiner Wohnung lag, die Freizeit gestaltete, fand innerhalb kurzer Zeit soviel Zulauf, dass im Jahr darauf, am 23. Februar 1908, rund 50 Eltern den „Arbeiterverein Kinderfreunde“ gründeten.
„Der Verein ist ein nichtpolitischer und stellt sich zur Aufgabe, das geistige und leibliche Wohl der Kinder zu fördern.“ (§ 2 des Vereinsstatuts). Ellen Keys Jahrhundert des Kindes (Deutsche Übersetzung 1902) sah Afritsch dabei als „Meilenstein“.
Afritsch organisierte kostenlose Märchen- und Lichtbildabende und sportliche Betätigungen, Wanderungen in die Umgebung und bald auch Ferienlager, die für Proletarierfamilien im Alleingang unerschwinglich gewesen wären. Erste Ferienaktion war 1909 eine viertägige Wanderpartie mit dreißig Kindern auf den Hochlantsch (rund 2 × 40 km Fußmarsch!). Der Humanist Afritsch war dabei sehr bemüht, die Aktion von Parteiinteressen freizuhalten, also weder sozialistisches Liedgut gegenüber Volksliedern oder sozialistische gegenüber Kinderbüchern zu bevorzugen, noch mit den Kindern an Maiaufmärschen teilzunehmen.
Bereits am 14. Februar 1910 wurde in Wien-Floridsdorf eine weitere Ortsgruppe gegründet. Im selben Jahr führten die Grazer bereits eine erste Ferienkolonie (Hörgas bei Gratwein, 60 Kinder). Im Jahr darauf wurde der Landesverein Niederösterreich gegründet, 1912 die Ortsgruppe Villach (Kärnten).
1913 gab es in Gratkorn die erste Ferienaktion gemeinsam mit dem „Verein zur Bekämpfung der Tuberkulose in der Steiermark“. Weitere Ortsgruppen entstanden in Niederösterreich, Kärnten, Salzburg, Böhmen, Mähren und Ungarn.
Am 25. Februar 1917 schloss sich der „alpenländische Arbeiterverein Kinderfreunde“ mit dem „Arbeiterverein Kinderfreunde für Niederösterreich“ zum „Reichsverein Kinderfreunde“ zusammen. Obmann wurde der Reichsrat Max Winter, Stellvertreter war Afritsch. 1918 konnte der Verband das Steinbergschlössl bei Graz erwerben und zum ersten eigenen Ferienheim der Kinderfreunde ausbauen.
Nach der Ausrufung der Republik requirierte Max Winter im Sommer 1919 Teile des Hauptgebäudes von Schloss Schönbrunn für die Kinderfreunde, nämlich etwa 2/3 des zweiten Stocks und die im 3. Stock gelegenen Räume, insgesamt 84. Dort wurde am 12. November 1919 die Schönbrunner Erzieherschule gegründet, die private Erzieherschule des Vereins; geleitet wurde sie von Otto Felix Kanitz. Im selben Jahr wurde ein Kinderheim eröffnet (Leitung: Anton Tesarek), bald darauf eine Bibliothek und die Reichsbücherstelle, aus der 1923 der Verlag Jungbrunnen entstand.
1920 erfand Max Winter die Aktion Kinderheller, die freiwillige Selbstbesteuerung von einem Prozent (ein Heller pro Lohnkrone), die bald von den Gewerkschaften abgesegnet und eingehoben wurde. Mit diesem Beitrag konnten auch größere Ferienaktionen finanziert werden. Der Kinderheller versiegte nach der Währungsumstellung, mit einsetzender Weltwirtschaftskrise und zunehmender Arbeitslosigkeit.
1921 wurde der Verein in die Parteiorganisation eingegliedert. Zu Beginn der 1920er Jahre gab es bereits mehr als 55.000 Mitglieder in 182 Ortsgruppen. 
1922 wurde der Verein Kinderfreunde und der Schulverein Freie Schule zur gemeinsamen Organisation Freie Schule - Kinderfreunde vereinigt. Somit kam mit der Schulpolitik und der Kampf für Reformen im Schulwesen ein weiteres Betätigungsfeld hinzu. 
Kritik an kirchlichen Einrichtungen für Jugendliche, in denen die Prügelstrafe noch üblich war, Koedukation und die Wochenendausflüge, die dem Besuch des Sonntagsgottesdienstes entgegenstanden, erregten jedoch im Gefolge des Glöckel-Erlasses von 1919 den Unmut kirchlicher Kreise. Insbesondere der Fastenhirtenbrief der österreichischen Bischöfe von 1922 fand harte Worte:

„Dagegen warnen wir euch ebenso dringend, eure Kinder teilnehmen zu lassen an Veranstaltungen gewisser Vereine, die es ausgesprochen darauf abgesehen haben, die Kinder immer mehr der Religion und Kirche zu entfremden […]. Diese Vereine veranstalten gemeinsame Ausflüge, Turnübungen und Tänze von Knaben und Mädchen und bereiten ihnen so die größten sittlichen Gefahren.“

Der Franziskaner Zyrill Fischer stellte 1926 seinem Pamphlet Sozialistische Erziehung das Bibelwort „des göttlichen Kinderfreundes“ aus Mt. 18, 4–6 voran „…Wer aber einem dieser Kleinen, die an mich glauben, Ärgernis gibt, dem wäre es besser, es würde ein Mühlstein an seinen Hals gehängt und er in die Tiefen des Meeres versenkt.“ Max Winter konterte, indem er erfolgreich Spenden sammelte und damit Mühlsteinbüchereien gründete.
1925 erkannte Anton Tesarek die Notwendigkeit, den Verein auch für Jugendliche interessant zu gestalten. Er griff damals aktuelle Trends der bündischen Jugendarbeit und der Pfadfinderbewegung auf und veröffentlichte die fiktive Geschichte über eine Gruppe Jugendlicher innerhalb einer Kinderfreunde Ortsgruppe, welche sich Rote Falken nannte. Daraus entwickelte sich tatsächlich die gleichnamige Jugendbewegung der Kinderfreunde.
1934 wurden die Arbeiterbewegung und somit auch die Kinderfreunde per Erlass verboten und das gesamte Vermögen beschlagnahmt. Die Organisation hatte zu diesem Zeitpunkt rund 100.000 Mitglieder und betreute rund 122.000 Kinder und weitere 15.000 Rote Falken in 475 Heimen. Zahlreiche Funktionäre setzten ihre Arbeit illegal fort; auch die amtlich verfügte Beschlagnahmung konnte durch Zivilcourage Engagierter zu einem erheblichen Teil unterlaufen werden: Bücher, Sportgeräte und andere Materialien wie etwa Zeltausrüstung wurden als private Leihgaben deklariert, somit dem offiziellen Fundus entzogen und später „privat“ weiter genutzt.
Unter Beteiligung von Hans Mandl, Paul Speiser und Josef Holaubek wurden die Kinderfreunde 1945 neu gegründet. Bereits 1946 hatte der Verein wieder 36.000 Mitglieder in 286 Ortsgruppen und 76 Heime, und ab diesem Jahr wurden die „Schwedenausspeisung“ und neue Ferienlager organisiert.
1958 konnte zum 50-jährigen Gründungsjubiläum Steinbergschlössl bei Graz das erste Kinderdorf, das „Anton-Afritsch-Kinderdorf“, eröffnet werden.

## Struktur der Kinderfreunde
Auf der untersten Ebene sind die Kinderfreunde in Ortsgruppen, d. h. in einer räumlichen Grundstruktur innerhalb einer Stadt, einer Gemeinde oder auch nur eines Dorfes organisiert. Da die Ortsgruppen eigenständige Vereine sind, wählen die Mitglieder dieser Ortsgruppen regelmäßig einen Gruppenvorsitzenden sowie einen Vorstand. Gibt es in politischen Bezirken, die zumeist den Verwaltungsbezirken der einzelnen österreichischen Bundesländer entsprechen, mehrere Ortsgruppen, so können sich diese auch als Bezirksorganisation konstituieren und einen Bezirksvorsitzenden sowie einen Bezirksvorstand wählen.
Auf der Ebene darüber gibt es neun Landesorganisationen, entsprechend den neun österreichischen Bundesländern. Der oder die jeweilige Landesvorsitzende sowie die anderen Mitglieder des jeweiligen Landesvorstandes werden in regelmäßigen Abständen auf einer Landeskonferenz gewählt. Auf dieser Landeskonferenz diskutieren und beschließen die Delegierten, die von den Ortsgruppen und Bezirksorganisationen gemäß ihrer Mitgliederstärke zur Landeskonferenz entsandt werden, auch die politischen Positionen, Vorgaben und Zielsetzungen der Landesorganisation.
Über den Landesorganisationen gibt es noch die Bundesorganisation der Kinderfreunde Österreich. Deren Vorstand wird ebenfalls in regelmäßigen Abständen auf Bundeskonferenzen gewählt. Die Delegierten zu dieser Konferenz werden von den Landesorganisationen aufgrund ihrer Mitgliedsstärke entsandt. Aktueller Bundesvorsitzender der Kinderfreunde Österreich ist der Wiener Stadtrat Jürgen Czernohroszky.

## Heutige Arbeit der Kinderfreunde

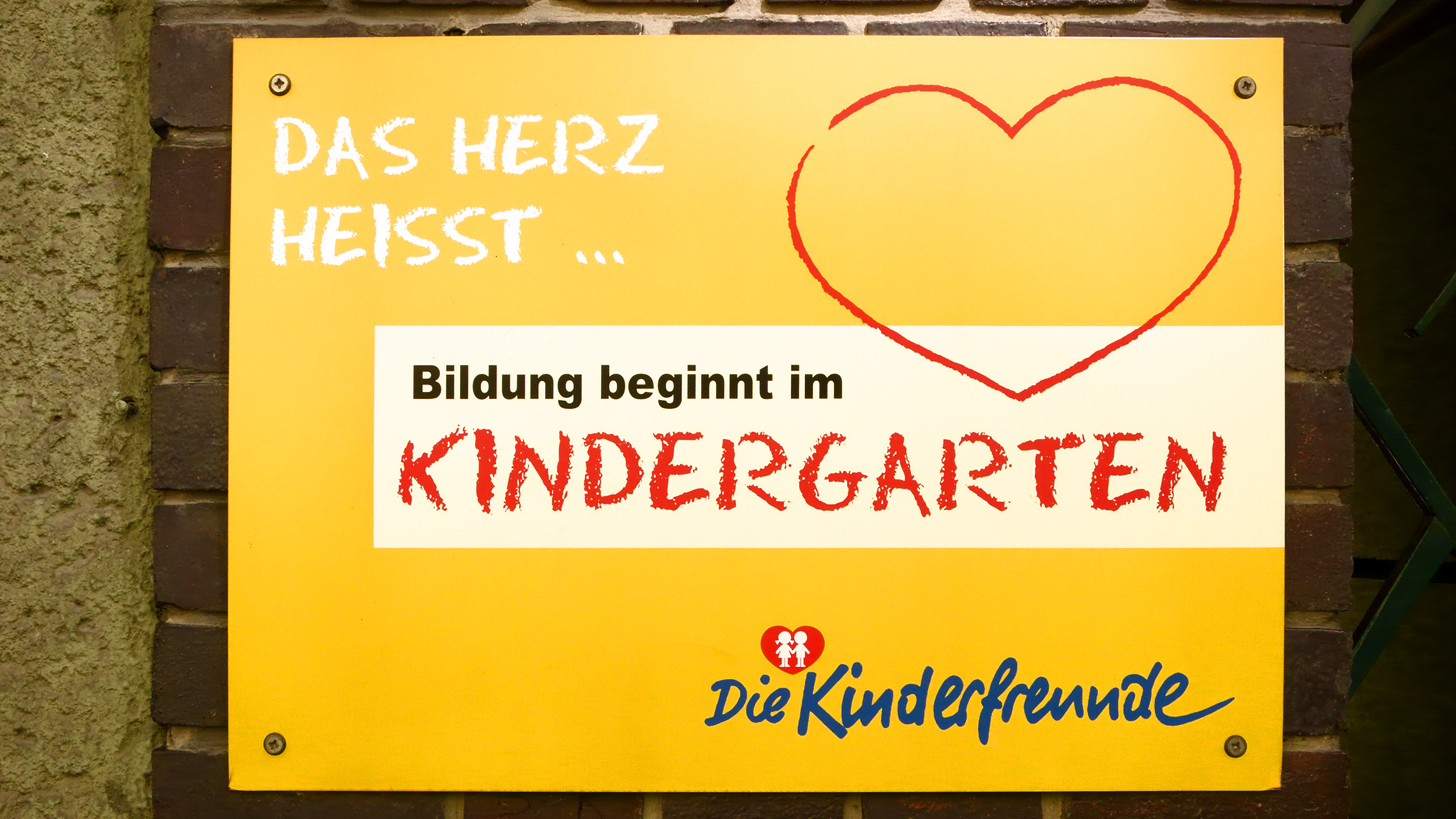
Tafel der Kinderfreunde am Georg-Schmiedel-Hof in Wien

Die Kinderfreunde verstehen sich als Interessenvertretung der Kinder und Familien. Wesentlich sind die sozialdemokratischen Grundwerte Freiheit, Gleichheit, Gerechtigkeit und Solidarität, Frieden und Vielfalt.
Die Kinderfreunde trugen wesentlich dazu bei, dass die UN-Kinderrechte-Konvention auch in Österreich zumindest teilweise ratifiziert wurde und einige Teile davon auch in die Bundesverfassung aufgenommen wurden. 
Die Kinderfreunde setzten sich politisch für ein modernes Familienbild und die Vereinbarkeit von Beruf und Familie ein. 
Der Großteil der Kinderfreundearbeit findet in den Ortsgruppen auf ehrenamtlicher Basis statt. Je nach Ortsgruppe gibt es regelmäßige Treffen in Form von Heimstunden, öffentliche Veranstaltungen und Ferienlager.
Zahlreiche Kinderfreundegruppen betreiben auch Kindergärten und Horte.
Die Kinderfreunde Wien betreuen als einer der größten gemeinnützigen Anbieter von Kinderbetreuungseinrichtungen rund 10.000 Kinder.
Die Landesorganisationen bieten Kinderferienaktionen auch für Nichtmitglieder an. Die Kinderfreunde ermöglichen jährlich tausenden Kindern zwischen 5 und 15 Jahren einen Ferienaufenthalt im In- und Ausland.
Die Landesorganisationen bieten als Service für Orts- und Bezirksgruppen auch Spielbusse und teilweise auch Kasperltheaterbühnen an. Spielbus und Kasperltheater können auch von externen Personen und Organisationen für Veranstaltungen gebucht werden.